# Aborym
Az Aborym indusztriális black metal zenekar az olaszországi Taranto városból. 1993-ban alakultak meg. Már 1991-1992 táján jelen voltak, csak akkor még feldolgozásokat játszottak, olyan nagy nevű együttesektől, mint a Sodom, Celtic Frost, Mayhem, Sepultura, Rotting Christ stb. (Csihar Attila, az Aborym egyik korábbi énekese, a Mayhem énekese, továbbá a Tormentorban, a Sunn O)))-ban és egyéb zenekarokban is játszik.) Érdekességként megemlítendő, hogy magyar vonatkozása is akad az együttesnek, ugyanis 1999-től 2005-ig Csihar Attila is énekelt az Aborym-ban, Főleg vendég-énekesként szerepelt, de a második és harmadik nagylemezükön teljes jogú tagnak számított. Az együttes diszkográfiája hét nagylemezt és két demót tartalmaz. Lemezkiadóik: Agonia Records, Stridulation Records.
Stílusukat "alien-black-hard/industrial" névvel illetik, az Allmusic pedig "futurisztikus black metal"-ként írta le zenéjüket.

## Tagok

### Jelenlegi tagok
- Malfeitor Fabban - basszusgitár, szintetizátor, ének (1993-)
- Paolo Pieri - gitár, szintetizátor, vokál  (2008-)
- Giulio Moschini - gitár (2008-)

### Korábbi tagok
- Yorga SM - ének (1997-1999)
- Csihar Attila - ének (1999-2005)
- Preben Mulvik - ének (2005-2009)
- Alex Noia - gitár (1993-1998)
- David Totaro - gitár (1997-2005)
- Nysrok Infernalien Sathanas - gitár, billentyűk (1998-2007)
- D. Belvedere - dobok (1993-2008)
- Bard G. Eithun - dobok (2005-2014)

## Diszkográfia

### Stúdióalbumok
- Kali Yuga Bizarre (1999)
- Fire Walk with Us! (2001)
- With No Human Intervention (2003)
- Generator (2006)
- Psychogrotesque (2010)
- Dirty (2013)
- Shifting Negative (2017)
- Hostile (2021)

## Egyéb kiadványok
- Worshipping Damned Souls (demó, 1993)
- Antichristian Nuclear Sabbath (demó, 1997)